# Almirantazgo británico
El Almirantazgo, originalmente conocido como Oficina del Almirantazgo y Asuntos de la Marina, fue antiguamente el departamento gubernamental responsable de la Marina Real británica.

## Descripción
Originalmente ostentado por una sola persona, el título de primer lord del Almirantazgo (Lord High Admiral) fue desde el siglo XVIII puesto invariablemente «en comisión» y ejercido por un Consejo del Almirantazgo, oficialmente conocido como  The Commissioners for Exercising the Office of Lord High Admiral of the United Kingdom of Great Britain and Northern Ireland, &c. (en español: «Jefes para el Ejercicio del Cargo de Lord Gran Almirante del Reino Unido de Gran Bretaña e Irlanda del Norte, &c»). La última parte del nombre oficial fue variando entre Inglaterra, Gran Bretaña y Reino Unido de Gran Bretaña e Irlanda del Norte dependiendo del período histórico.
En 1964, las funciones del Almirantazgo fueron transferidas a un nuevo Consejo del Almirantazgo, el cual es un comité del tripartido Consejo de Defensa del Reino Unido y parte del Ministerio de Defensa. El nuevo Consejo del Almirantazgo se reúne solo dos veces al año y la Marina Real es controlada cotidianamente por un Consejo de la Marina. Actualmente es usual que las diferentes autoridades al cargo de la Marina Real sean designadas simplemente como «El Almirantazgo».
El título de Lord Gran Almirante del Reino Unido fue ostentado por la monarquía británica desde 1964 a 2011 y fue entregado por la reina Isabel II a su esposo, el príncipe Felipe de Edimburgo, por su 90.º cumpleaños. El duque llevó  el título  hasta  su  fallecimiento  el  9 de  abril  de  2021, tras su fallecimiento  ese  título  está  vacante .
Fue disuelto en el año 1964 y pasó ser como Departamento de la Armada, Ministerio de Defensa.